# Hervé Le Tellier
Pour les articles homonymes, voir Le Tellier.
Hervé Le Tellier est un écrivain français né à Paris le 21 avril 1957, membre de l'Oulipo. Il obtient le prix Goncourt en 2020 pour son roman L'Anomalie.

## Biographie
Né à Paris le 21 avril 1957, Hervé Le Tellier est l'auteur de romans, nouvelles, poésies, théâtre, ainsi que de formes très courtes, souvent humoristiques, dont ses variations sur la Joconde.
Mathématicien de formation, puis journaliste — diplômé du Centre de formation des journalistes à Paris (promotion 1983) —, il est docteur en linguistique et spécialiste des littératures à contraintes.
Il a été coopté à l'Oulipo (Ouvroir de littérature potentielle) en 1992 par l’intermédiaire de Paul Fournel  (simultanément au poète allemand Oskar Pastior) ; il soutient en 2002 une thèse de doctorat consacrée à l'Oulipo sous la direction de Bernard Cerquiglini et publie en 2006 un ouvrage de référence sur l'Ouvroir, Esthétique de l'Oulipo : il est depuis 2019 le président de Oulipo, le quatrième depuis la fondation de l'Ouvroir. Il a participé à l'aventure de la série Le Poulpe, avec un roman, La Disparition de Perek, titré en hommage à La Disparition, et adapté également en bande dessinée.
Éditeur, il a fait publier plusieurs ouvrages au Castor Astral comme What a man ! de Georges Perec, et Je me souviens encore mieux de Je me souviens de Roland Brasseur.
Avec d'autres artistes et écrivains, comme Henri Cueco, Gérard Mordillat, Jacques Jouet et Jean-Bernard Pouy, il a participé de 1991 à 2018 à l'émission Des Papous dans la tête animée par Françoise Treussard sur France Culture, ainsi qu'à l'émission de Caroline Broué, La Grande Table.
Chroniqueur de 1991 à 1992 sous le pseudonyme de « Docteur H » à l'hebdomadaire satirique français La Grosse Bertha, il a collaboré quotidiennement, de 2002 à 2016, à la lettre électronique matinale du journal Le Monde, par un billet d'humeur intitulé Papier de verre (en 2003, il publie sous le titre Guerre et plaies : de Chirac à l'Irak, un an de chroniques en tandem dans Le Monde.fr ces billets, avec les illustrations de Xavier Gorce), ainsi qu'à la revue Nouvelles Clés, où il a animé depuis 2009 la page Retrouver du non-sens. Il collabore à Mon Lapin quotidien, revue de L'Association, maison d'édition française de bande dessinée.
Il est avec Frédéric Pagès, journaliste au Canard enchaîné, l'un des fondateurs en 1995 de Association des amis de Jean-Baptiste Botul, philosophe fictif. Il a reçu en 2013 le Grand prix de l'humour noir pour sa traduction factice des Contes liquides de Jaime Montestrela, un auteur portugais dont il a inventé la biographie. 
L'Anomalie, publié aux éditions Gallimard, obtient le prix Goncourt le 30 novembre 2020,,.
En 2022, il participe à la conception d'un ouvrage de jeunes engagés pour la paix en Ukraine, De l'encre pour la paix. L'ouvrage sort en 2023 au profit de l'Unicef.
Il dénonce avec d'autres écrivains dans une tribune en mai 2025 le « génocide » de la population à Gaza et demande « un cessez-le-feu immédiat ».

## Œuvres

### Romans, nouvelles, essais
- Sonates de bar, 1991, Paris, Seghers  (ISBN 2-85920-427-X), réédition 2000, Bègles, Le Castor astral, gouaches de Yoko Ueta — Bourse Thyde Monnier de la SGDL 1991 ; Prix de la Littérature gourmande 1991.
- La France, l'industrie, la crise : chroniques d'un déclin évitable, en collaboration avec Asdrad Torres, Bègles, Le Castor astral, 1992  (ISBN 2-85920-214-5)[16].
- Le Voleur de nostalgie, roman, 1992, Seghers, rééd. 2005, Le Castor astral  (ISBN 2-85920-587-X)[17],[18] ; bourse Cino Del Duca 1992.
- L'Orage en août : Érasme, Faust, Luther, une rencontre, Bruxelles, La lettre volée, 1996  (ISBN 2-87317-050-6).
- De sincerita with las mujeres, 1996, Paris, éditions Plurielle (collection Guère épais)  (ISBN 2-906683-10-8).
- La Disparition de Perek, roman de la série Le Poulpe (1997), Baleine-Le Seuil ; réédition Folio policier en 2022  (ISBN 9782072965227).
- Les amnésiques n'ont rien vécu d'inoubliable, 1997, Bègles, Le Castor astral  (ISBN 2-85920-297-8)[19],[20].
- Quelques mousquetaires, nouvelles, 1998, Bègles, Le Castor astral  (ISBN 2-85920-365-6).
- Joconde jusqu'à cent : 99 (+1) points de vue sur Mona Lisa, 1998  (ISBN 2-85920-635-3) puis Joconde sur votre indulgence, 2002 (ISBN 2-85920-475-X), Bègles, Le Castor astral ; réédition augmentée en un seul volume, Joconde jusqu'à cent et plus si affinités  (ISBN 978-2-85920-888-2), 2012, Le Castor astral.
- Inukshuk, l'homme debout, roman, 1999, Bègles, Le Castor astral, vidéogrammes de Jean-Baptiste Decavèle  (ISBN 2-85920-374-5), réédition Folio en 2022.
- Zindien, poésie, 2000, Bègles, Le Castor astral, dessins d'Henri Cueco  (ISBN 2-85920-789-9).
- Encyclopædia inutilis, nouvelles, 2002, Bègles, Le Castor astral  (ISBN 2-85920-476-8).
- Cités de mémoire, nouvelles, 2002, Paris, Berg International, dessins de Xavier Gorce  (ISBN 2-911289-60-9)[21].
- Guerre et plaies : de Chirac à l'Irak, un an de chroniques en tandem dans Le Monde.fr, 2003, Paris, Éditions Eden, illustrations de Xavier Gorce  (ISBN 2-913245-65-X).
- La Chapelle Sextine : récits, recueil de nouvelles érotiques, 2004, Blandain-Tournai, L'Estuaire, dessins de Xavier Gorce  (ISBN 2-87443-004-8).
- Esthétique de l'Oulipo, essai, 2006, Bègles, Le Castor astral  (ISBN 2-85920-633-7).
- Je m'attache très facilement, roman, 2007, Paris, Éditions Mille et Une Nuits  (ISBN 2-84205-996-4) — Prix du roman d'amour, 2007.
- Les Opossums célèbres, 2007, Bègles, Le Castor astral, dessins de Xavier Gorce  (ISBN 2-85920-696-5).
- Assez parlé d'amour, roman, 2009, Paris, Éditions Jean-Claude Lattès  (ISBN 2-7096-3342-6)[22].
- L’Herbier des villes, objets sauvés du néant, 2010, haïkus et collages, Paris, Éditions Textuel  (ISBN 978-2845-97-3).
- Eléctrico W, roman, 2011, Paris, Éditions Jean-Claude Lattès  (ISBN 978-2-7096-3795-4).
- Un fromage sans doute, historiettes, 2011, Paris, Éditions Hatier, illustrations de Bertrand Dubois  (ISBN 978-2-218-95872-4).
- Contes liquides, sous le pseudonyme Jaime Montestrela, Bordeaux, éditions de l'Attente, 2012,  (ISBN 978-2-36242-024-5) — Prix de l'humour noir Xavier Forneret, 2013.
- Demande au muet, dialogues socratiques de qualité, 2014, Caen, Éditions Nous  (ISBN 978-2-370840-06-6).
- Moi et François Mitterrand, récit, 2016, Paris, Éditions Jean-Claude Lattès  (ISBN 978-2-7096-5626-9) — Prix Botul, 2016.
- Toutes les familles heureuses, récit, 2017, Paris, Paris, Éditions Jean-Claude Lattès  (ISBN 978-2-7096-6081-5)[23],[24].
- L'Anomalie, roman, 2020, Paris, Éditions Gallimard  (ISBN 978-2-07-289509-8) — Prix Goncourt 2020.
- Les gens qui comptent, poésie en mots et en dessins, 2020, Lille, Éditions Les Venterniers, illustrations d'Étienne Lécroart  (ISBN 979-10-92752-60-1).
- Le Nom sur le mur, récit, 2024, Paris, Éditions Gallimard  (ISBN 978-2-07-306153-9)[25].
- Contes liquides de Jaime Montestrela, contes brefs, 2024, Paris, L'Arbalète (ISBN 978-2073-036-896).
- Folie dans les folies, portraits imaginaires, à partir de peintures de Martin Jarrie, 2024, Paris, Gallimard  (ISBN 978-2073-054-548).

### Textes publiés dansLa Bibliothèque oulipienne
- no 74, 1995 : Mille pensées (premiers cents).
- no 77, 1996 : À bas Carmen
- no 84, 1997 : Un sourire indéfinissable.
- no 94, 1997 : Le Vent de la langue.
- no 105, 1999 : Le Voyage d’Hitler[26].
- no 190, 2011 : Maître et disciple.

### Théâtre

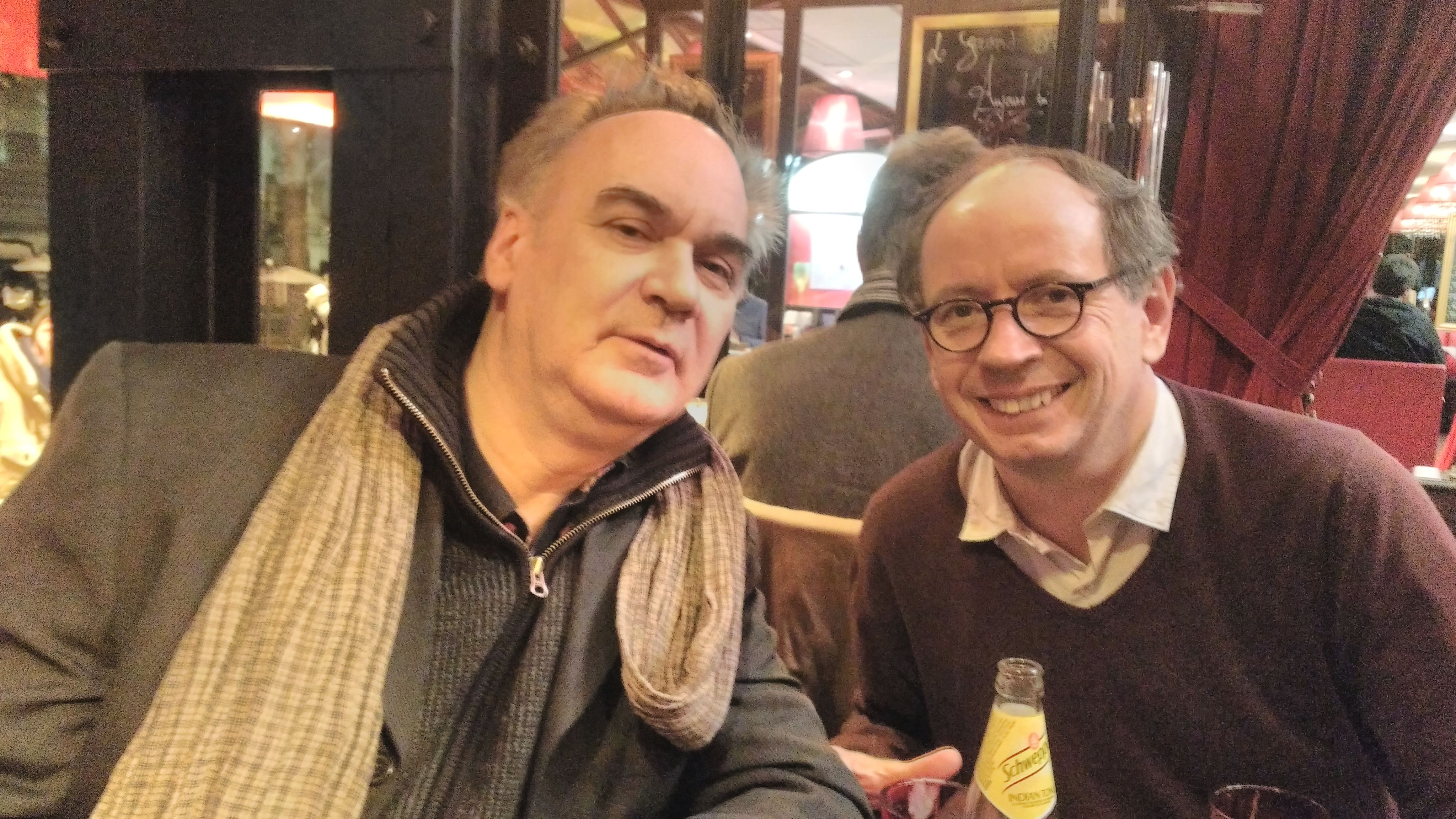
Hervé Le Tellier et Olivier Broche, 2016.

#### Textes créés pour le théâtre
- Siréplikmacsimum, 1996.
- Pièces « jeune public » écrites en collaboration avec Emmanuel Brouillard :
  - La Magie nakafé, 2002.
  - Le Roi-Caillou, 2003.
  - Le Lustre, 2006.
- Pièces écrites en collaboration avec Rémi Chenylle :
  - En technicolor, 2006.
  - Madame Colbert, comédie, 2007.
  - La Bataille de Gergovie, comédie, 2008.
- Mon dîner avec Winston, comédie, 2018 ; créée à l'Espace des Arts à Chalon-sur-Saône dans un seul-en-scène par Gilles Cohen, mise en scène et jeu[27] ; éditée en 2023 par Gallimard dans la collection Folio théâtre[28].

#### Textes adaptés pour le théâtre
- Les amnésiques n'ont rien vécu d'inoubliable : adapté en 2011 par Frédéric Cherboeuf, avec Étienne Coquereau et Isabelle Cagnat[29].
- La Chapelle Sextine : adaptation en seul-en-scène par la comédienne et metteuse en scène Jeanne Béziers en 2015[30].
- Moi et François Mitterrand : adaptation et mise en scène de Benjamin Guillard, jouée par Olivier Broche, 2016-2017, Paris, Théâtre du Rond-Point[31] ; adaptation et mise de Delphine de Malherbe, jouée par Christophe Alévêque, 2023, Paris, Théâtre Rive gauche, 2023.

### Opéra
- Collaboration avec François Ribac : Le Regard de Lyncée[32], opéra pop-rock, 2001 ; Qui est fou[33], opéra pop-rock, 2003.
- Avec Bruno Giner, Pion prend Tour en D9, opéra de chambre sur la nouvelle Mouvement blanc, 2012.

### Vidéo
- Replis, 26 minutes, avec le plasticien Jean-Baptiste Decavèle, 1999.
- Traverser Paris, 15 minutes, avec Jean-Baptiste Decavèle, 2008[34].

### Ouvrages en collaboration avec l’Oulipo

#### Textes
- Abrégé de littérature potentielle, Paris, éditions Mille et Une Nuits, 2002.
- Maudits, Paris, éditions Mille et Une Nuits, 2003.
- Moments oulipiens, Bègles, Le Castor astral, 2004.
- Le séducteur dans : C'est un métier d'homme. Autoportraits d'hommes et de femmes au repos, Paris, éditions Mille et Une Nuits, 2010[35].
- L'Abécédaire provisoirement définitif, Paris, Larousse, Paris, 2014.
- Cinquante souvenirs de La Disparition, Lille, Éditions Les Venterniers, 2019.
- On n'y échappe pas, Paris, Éditions Fayard, 2020 : écriture collective, à la demande de la cohérie Vian, de la suite d'un manuscrit inachevé de Boris Vian[36].
- Cher Père Noël, Vraies lettres inventées, Paris, Librio, 2020.

#### Vidéo
- L'Oulipo court les rues (de Paris), vidéo de 10 films courts, réalisés par Odile Fillion et présentés par 10 membres de l'Oulipo, 1 DVD et 1 brochure, Paris, P.O.L, 2012.

### Ouvrages collectifs
- Les Papous dans la tête, l'anthologie, dir. Bertrand Jérôme et Françoise Treussard, Paris, Gallimard, 2007.
- Le Dictionnaire des Papous dans la tête, dir. Françoise Treussard, Paris, Gallimard, 2007.
- Lectures de Romain Gary, dir. François Aubel, coédition Le Magazine littéraire - Gallimard, 2011.
- Chien, avec Philippe Di Folco[37], Textuel Éditions, 2010  (ISBN 978-2-84597-410-4)
- Leurs contes de Perrault[38], réécriture du Petit Chaperon rouge, sous le titre La Petite Rétrospective rouge, Éditions Belfond, 2015